# Gifa Città di Palermo
La Gifa Palermo (più propriamente Gifa Città di Palermo) è una squadra di pallanuoto femminile di Palermo e fa parte della Polisportiva Gifa Città di Palermo. 

## Storia
La società, un'associazione sportiva dilettantistica, è stata fondata nel 1979, con attività principali nel settori dei tuffi e della pallanuoto maschile. Attualmente le sue attività principali sono la pallanuoto femminile e un centro di avviamento al nuoto e alla pallanuoto. Nel 2004, la società è stata insignita della stella di bronzo del CONI.
Alcuni anni dopo la fondazione della società, nel 1987, un gruppo di ex-nuotatrici ha scelto la polisportiva per fondare una squadra di pallanuoto femminile: nel 1989, dopo due stagioni nelle serie minori, la Gifa è arrivata in Serie A1, categoria nella quale ha militato ininterrottamente fino al 2007, ottenendo anche sei secondi posti. Nel palmarès della squadra figurano due trofei europei, vale a dire le due Coppe LEN vinte nel 1999-00 e nel 2001-02. I colori sociali della squadra sono il rosa e il nero.

## Palmares

La Libertas Gifa nel 1990-1991.

### Trofei internazionali
- Coppe LEN: 2

2000, 2002